# 弗莱明-玉尾氧化反应
弗莱明-玉尾氧化反应，又称玉尾氧化反应、弗莱明-玉尾-熊田氧化反应指将有机硅化合物的硅基转化为羟基的方法。硅基通过此反应而可作为羟基的等效体。
此反应进行的基本条件是硅原子上至少带有一个“活化基”（H，N，O，S，芳基），离去基可使硅原子具有亲电反应性，使之可经受过酸的亲核进攻。而芳基可以被离去基取代。三苯甲基和二苯甲基硅基也可被转化为硅醇，因此用于氧化，不过常用的是弗莱明发展的二苯甲基硅基。
手性碳构型在反应后得以保持。